# Prince Edward (métro de Hong Kong)
Pour les articles homonymes, voir Prince Edward.
Prince Edward (太子, Jyutping : taai3 zi2, pinyin : Tàizǐ, "prince") est une station des lignes Tsuen Wan Line et Kwun Tong Line du métro de Hong Kong. Elle est située au Nord de Mong Kok, dans le District Yau Tsim Mong, à Hong Kong qui est une région administrative spéciale de la Chine.

## Situation ferroviaire

Plan du métro de Hong Kong.

La station Prince Edward permet des correspondances entre les lignes : Tsuen Wan Line et Kwun Tong Line. Sur la Tsuen Wan Line elle est établie entre la station Mong Kok, en direction du terminus sud Central, et la station Sham Shui Po, en direction du terminus nord Tsuen Wan. Sur la Kwun Tong Line elle est établie entre la station 
Mong Kok, en direction du terminus ouest Whampoa, et la station Shek Kip Mei, en direction du terminus est Tiu Keng Leng.
La station est constituée de deux stations disposant chacune d'un quai central, avec portes palières, encadré par les deux voies de la ligne.

## Histoire
La station Prince Edward est mise en service le 10 mai 1982.
Le 31 août 2019, après le manifestations du matin, des policiers de Hong Kong sont entrés dans la station et bloquent l'accès à la station. Les manifestants pensent que quelqu'un a été battu à mort par la police,.

La police dans la station
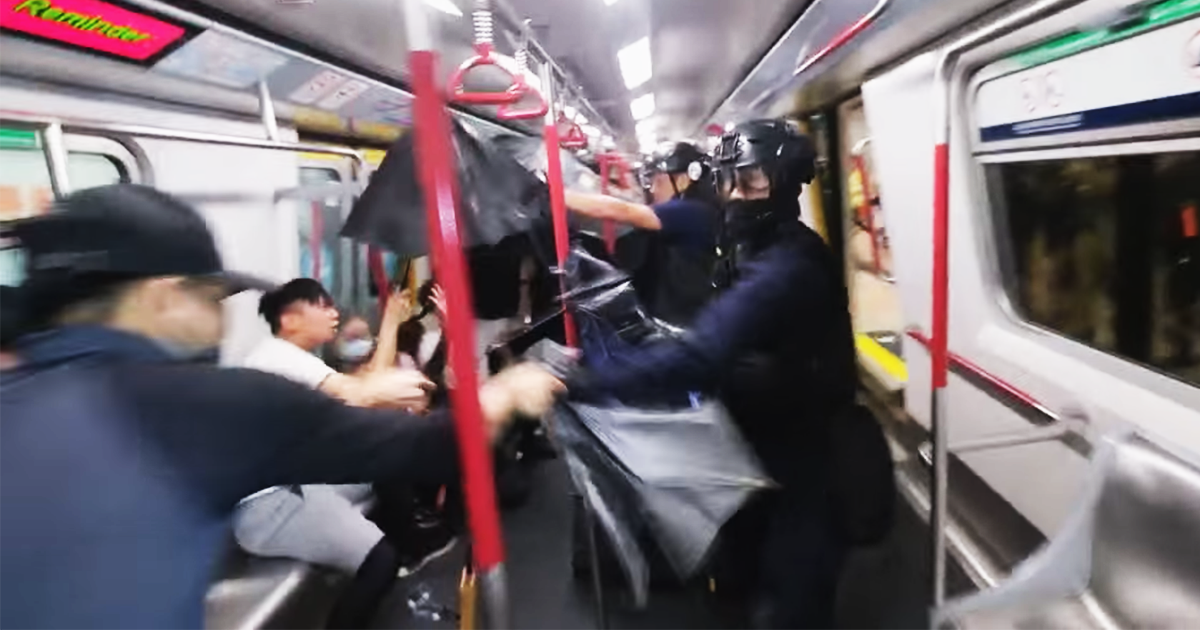
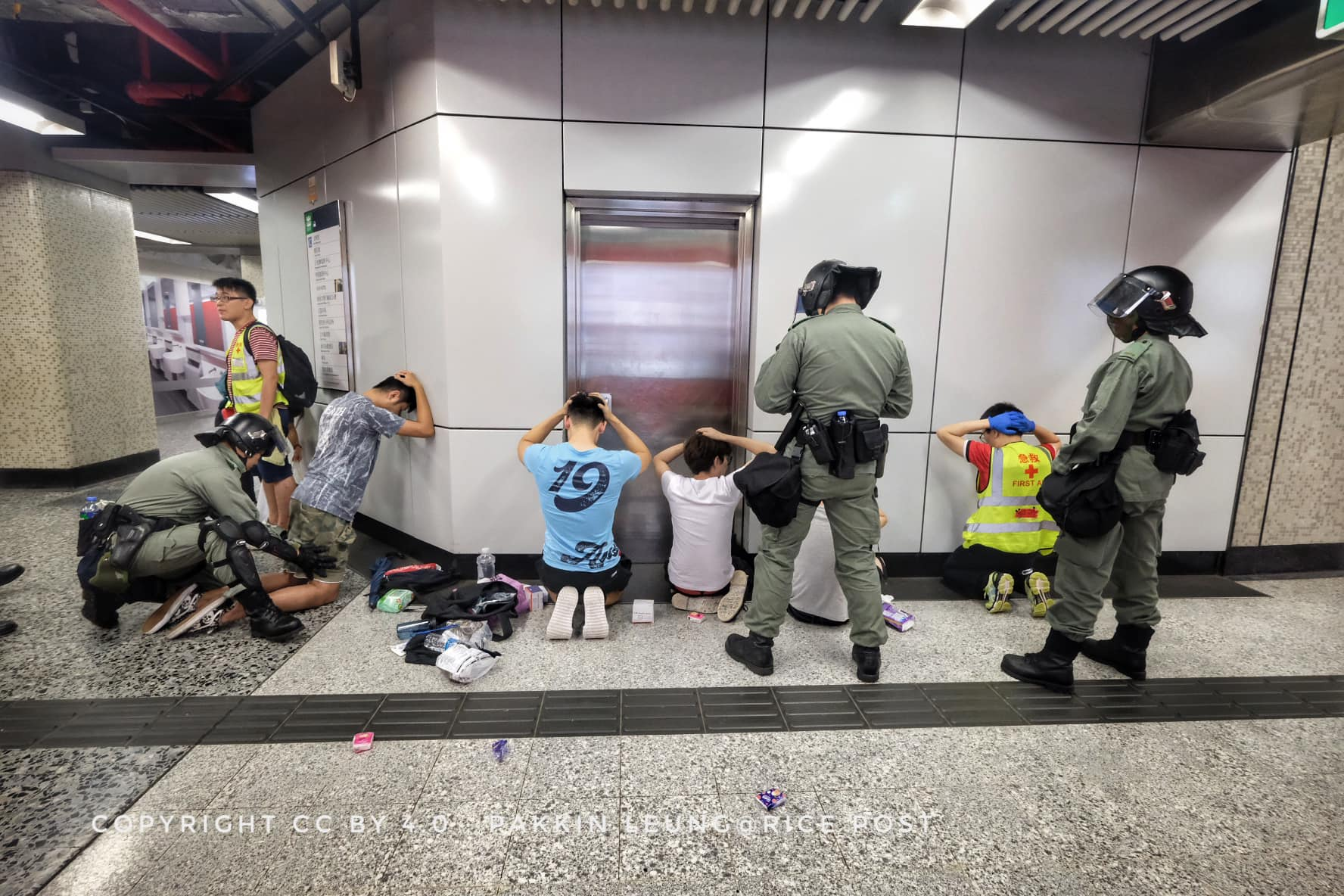